# Selección femenina de baloncesto de Estados Unidos
La selección femenina de baloncesto de Estados Unidos es el equipo formado por jugadoras de nacionalidad estadounidense que representa a USA Basketball en las competiciones internacionales organizadas por la Federación Internacional de Baloncesto (FIBA) o el Comité Olímpico Internacional (COI): los Juegos Olímpicos, la Copa Mundial de Baloncesto y el Campeonato FIBA Américas.
El equipo es, con diferencia, el más exitoso del baloncesto femenino internacional, habiendo ganado nueve de los once torneos olímpicos en los que participó. También ha ganado nueve de los últimos doce Mundiales (incluidos los últimos cuatro) y once títulos en total. El equipo ocupa actualmente el primer lugar en el Ranking Mundial FIBA.
En 2016, fue nombrado Equipo de Baloncesto del Año de Estados Unidos por sexta vez, un récord (habiendo sido honrado anteriormente en 1996, 2000, 2004, 2008 y 2012). También fue nombrado Equipo del Año del USOC en 1996.
El equipo es uno de los más dominantes en todos los deportes olímpicos, con un récord de 70-3 en Juegos Olímpicos y un récord de siete títulos consecutivos. No tienen derrotas olímpicas desde 1992, ni derrotas en ningún torneo desde 2006, y su medalla de oro en 2021 empató el récord del equipo de la selección masculina de Estados Unidos (1936-1968) de mayor número de victorias consecutivas de equipos olímpicos en todos los deportes olímpicos.

## Plantilla
- Lista de jugadoras convocadas que disputaron los Juegos Olímpicos de Paris 2024

| Estados Unidos           | Estados Unidos   | Estados Unidos | Estados Unidos | Estados Unidos | Estados Unidos   |
| Num                      | Jugador          | Pos            | Altura         | Edad           | Equipo           |
| ------------------------ | ---------------- | -------------- | -------------- | -------------- | ---------------- |
| 4                        | Jewell Loyd      | B-E            | 1,78 m         | 30             | Seattle Storm    |
| 5                        | Kelsey Plum      | B-E            | 1,73 m         | 29             | Las Vegas Aces   |
| 6                        | Sabrina Ionescu  | B-E            | 1,80 m         | 29             | New York Liberty |
| 7                        | Kahleah Copper   | A              | 1,85 m         | 29             | Phoenix Mercury  |
| 8                        | Chelsea Gray     | B-E            | 1,80 m         | 31             | Las Vegas Aces   |
| 9                        | A'ja Wilson      | AP-P           | 1,93 m         | 27             | Las Vegas Aces   |
| 10                       | Breanna Stewart  | AP             | 1,91 m         | 29             | New York Liberty |
| 11                       | Napheesa Collier | A              | 1,86 m         | 27             | Minnesota Lynx   |
| 12                       | Diana Taurasi    | E              | 1,83 m         | 42             | Phoenix Mercury  |
| 13                       | Jackie Young     | B-E            | 1,83 m         | 26             | Las Vegas Aces   |
| 14                       | Alyssa Thomas    | AP             | 1,88 m         | 32             | Connecticut Sun  |
| 15                       | Brittney Griner  | P              | 2,03 m         | 33             | Phoenix Mercury  |
| Entrenador: Cheryl Reeve |                  |                |                |                |                  |

## Partidos

### Próximos encuentros
| Fecha                 | Ciudad            | Competición                  | Local          |                           | Resultado |                           | Visitante      |
| --------------------- | ----------------- | ---------------------------- | -------------- | ------------------------- | --------- | ------------------------- | -------------- |
| 1 de julio de 2023    | León              | FIBA AmeriCup 2023           | Estados Unidos | Bandera de Estados Unidos | 80:54     | Bandera de Venezuela      | Venezuela      |
| 2 de julio de 2023    | León              | FIBA AmeriCup 2023           | Argentina      | Bandera de Argentina      | 56:65     | Bandera de Estados Unidos | Estados Unidos |
| 4 de julio de 2023    | León              | FIBA AmeriCup 2023           | Estados Unidos | Bandera de Estados Unidos | 54:67     | Bandera de Brasil         | Brasil         |
| 5 de julio de 2023    | León              | FIBA AmeriCup 2023           | Cuba           | Bandera de Cuba           | 44:106    | Bandera de Estados Unidos | Estados Unidos |
| 7 de julio de 2023    | León              | FIBA AmeriCup 2023           | Estados Unidos | Bandera de Estados Unidos | 68:49     | Bandera de Colombia       | Colombia       |
| 8 de julio de 2023    | León              | FIBA AmeriCup 2023           | Canadá         | Bandera de Canadá         | 63:67     | Bandera de Estados Unidos | Estados Unidos |
| 9 de julio de 2023    | León              | FIBA AmeriCup 2023           | Brasil         | Bandera de Brasil         | 69:58     | Bandera de Estados Unidos | Estados Unidos |
| 8 de febrero de 2024  | Amberes           | Torneo Preolímpico FIBA 2024 | Estados Unidos | Bandera de Estados Unidos | 81:79     | Bandera de Bélgica        | Bélgica        |
| 9 de febrero de 2024  | Amberes           | Torneo Preolímpico FIBA 2024 | Nigeria        | Bandera de Nigeria        | 46:100    | Bandera de Estados Unidos | Estados Unidos |
| 11 de febrero de 2024 | Amberes           | Torneo Preolímpico FIBA 2024 | Senegal        | Bandera de Senegal        | 39:101    | Bandera de Estados Unidos | Estados Unidos |
| 29 de julio de 2024   | Villeneuve-d'Ascq | Juegos Olímpicos 2024        | Estados Unidos | Bandera de Estados Unidos | 102:76    | Bandera de Japón          | Japón          |
| 1 de agosto de 2024   | Villeneuve-d'Ascq | Juegos Olímpicos 2024        | Bélgica        | Bandera de Bélgica        | 74:87     | Bandera de Estados Unidos | Estados Unidos |
| 4 de agosto de 2024   | Villeneuve-d'Ascq | Juegos Olímpicos 2024        | Alemania       | Bandera de Alemania       | 68:87     | Bandera de Estados Unidos | Estados Unidos |
| 7 de agosto de 2024   | París             | Juegos Olímpicos 2024        | Nigeria        | Bandera de Nigeria        | 74:88     | Bandera de Estados Unidos | Estados Unidos |
| 9 de agosto de 2024   | París             | Juegos Olímpicos 2024        | Estados Unidos | Bandera de Estados Unidos | 85:64     | Bandera de Australia      | Australia      |
| 11 de agosto de 2024  | París             | Juegos Olímpicos 2024        | Francia        | Bandera de Francia        | 66:67     | Bandera de Estados Unidos | Estados Unidos |

## Plantillas anteriores
- Campeonato Mundial 1953: finalizó 1°  de 10 equipos.

Fern Nash, Katherine Washington, Pauline Bowden, Janet Thompson, Betty Clark, Betty Murphy, Agnes Baldwin, Mildred Sanders, Agnes Loyd. Entrenadora: John Head
- Campeonato Mundial 1957: finalizó 1°  de 12 equipos.

Alice Barron, Joan Crawford, Doris Scoggins, Nera White, Katherine Washington, Edith Keaton, Lucille Davidson, Peggy Tate, Alberta Cox, Rita Alexander, Norma Rowland, Barbara Sipes. Entrenadora: John Head
- Juegos Olímpicos 1976: finalizó 2°  de 6 equipos.

Cindy Brogdon, Sue Rojcewicz, Ann Meyers, Lusia Harris, Nancy Dunkle, Charlotte Lewis, Nancy Lieberman, Gail Marquis, Patricia Roberts, Mary Anne O'Connor, Pat Summitt, Juliene Simpson. Entrenadora: Billie Moore
- Campeonato Mundial 1979: finalizó 1°  de 12 equipos.

Tara Heiss, Holly Warlick, Ann Meyers, Jan Trombly, Jackie Swaim, Jill Rankin, Nancy Lieberman, Barbara Brown, Carol Blazejowski, Denise Curry, Rosie Walker, Kris Kirchner. Entrenadora: Pat Summitt
- Campeonato Mundial 1983: finalizó 2°  de 14 equipos.

Patty Jo Hedges, Cheryl Cook, Lynette Woodard, Anne Donovan, LaTaunya Pollard, Cheryl Miller, Janice Lawrence, Cindy Noble, Kim Mulkey, Denise Curry, Pamela McGee, Lisa Ingram. Entrenadora: Pat Summitt
- Juegos Olímpicos 1984: finalizó 1°  de 6 equipos.

Teresa Edwards, Lea Henry, Lynette Woodard, Anne Donovan, Cathy Boswell, Cheryl Miller, Janice Lawrence, Cindy Noble, Kim Mulkey, Denise Curry, Pamela McGee, Carol Menken-Schaudt. Entrenadora: Pat Summitt
- Campeonato Mundial 1986: finalizó 1°  de 12 equipos.

Teresa Edwards, Kamie Ethridge, Cindy Brown, Anne Donovan, Teresa Weatherspoon, Cheryl Miller, Fran Harris, Clarissa Davis, Katrina McClain, Jennifer Gillom, Cynthia Cooper, Suzie McConnell. Entrenadora: Kay Yow
- Juegos Olímpicos 1988: finalizó 1°  de 8 equipos.

Teresa Edwards, Kamie Ethridge, Cindy Brown, Anne Donovan, Teresa Weatherspoon, Bridgette Gordon, Vicky Bullett, Andrea Lloyd, Katrina McClain, Jennifer Gillom, Cynthia Cooper, Suzie McConnell. Entrenadora: Kay Yow
- Campeonato Mundial 1990: finalizó 1°  de 16 equipos.

Teresa Edwards, Vicki Hall, Lynette Woodard, Tammy Jackson, Jennifer Azzi, Vickie Orr, Vicky Bullett, Sonja Henning, Katrina McClain, Medina Dixon, Cynthia Cooper, Carolyn Jones. Entrenadora: Theresa Grentz
- Juegos Olímpicos 1992: finalizó 3°  de 8 equipos.

Teresa Edwards, Daedra Charles, Clarissa Davis, Teresa Weatherspoon, Tammy Jackson, Vickie Orr, Vicky Bullett, Carolyn Jones, Katrina McClain, Medina Dixon, Cynthia Cooper, Suzie McConnell. Entrenadora: Theresa Grentz
- Campeonato Mundial 1994: finalizó 3°  de 16 equipos.

Teresa Edwards, Dawn Staley, Ruthie Bolton, Sheryl Swoopes, Jennifer Azzi, Lisa Leslie, Carla McGhee, Andrea Lloyd, Katrina McClain, Kara Wolters, Dena Head, Daedra Charles. Entrenadora: Tara VanDerveer
- Juegos Olímpicos 1996: finalizó 1°  de 12 equipos.

Teresa Edwards, Dawn Staley, Ruthie Bolton, Sheryl Swoopes, Jennifer Azzi, Lisa Leslie, Carla McGhee, Katy Steding, Katrina McClain, Rebecca Lobo, Venus Lacy, Nikki McCray. Entrenadora: Tara VanDerveer
- Campeonato Mundial 1998: finalizó 1°  de 16 equipos.

Natalie Williams, Dawn Staley, Ruthie Bolton, Taj McWilliams, Jennifer Azzi, Lisa Leslie, Chamique Holdsclaw, DeLisha Milton-Jones, Edna Campbell, Kara Wolters, Katie Smith, Nikki McCray. Entrenadora: Nell Fortner
- Juegos Olímpicos 2000: finalizó 1°  de 12 equipos.

Teresa Edwards, Dawn Staley, Ruthie Bolton, Sheryl Swoopes, DeLisha Milton-Jones, Lisa Leslie, Chamique Holdsclaw, Kara Wolters, Natalie Williams, Yolanda Griffith, Katie Smith, Nikki McCray. Entrenadora: Nell Fortner
- Campeonato Mundial 2002: finalizó 1°  de 16 equipos.

Shannon Johnson, Dawn Staley, Sue Bird, Sheryl Swoopes, DeLisha Milton-Jones, Lisa Leslie, Tamika Catchings, Tamecka Dixon, Natalie Williams, Jennifer Gillom, Katie Smith, Tari Phillips. Entrenadora: Van Chancellor
- Juegos Olímpicos 2004: finalizó 1°  de 12 equipos.

Shannon Johnson, Dawn Staley, Sue Bird, Sheryl Swoopes, Ruth Riley, Lisa Leslie, Tamika Catchings, Tina Thompson, Diana Taurasi, Yolanda Griffith, Katie Smith, Swin Cash. Entrenadora: Van Chancellor
- Campeonato Mundial 2006: finalizó 3°  de 16 equipos.

Alana Beard, Seimone Augustus, Sue Bird, Sheryl Swoopes, DeLisha Milton-Jones, Cheryl Ford, Tamika Catchings, Tina Thompson, Diana Taurasi, Michelle Snow, Katie Smith, Candace Parker. Entrenadora: Anne Donovan
- Juegos Olímpicos 2008: finalizó 1°  de 12 equipos.

Cappie Pondexter, Seimone Augustus, Sue Bird, Kara Lawson, DeLisha Milton-Jones, Lisa Leslie, Tamika Catchings, Tina Thompson, Diana Taurasi, Sylvia Fowles, Katie Smith, Candace Parker. Entrenadora: Anne Donovan
- Campeonato Mundial 2010: finalizó 1°  de 16 equipos.

Lindsay Whalen, Asjha Jones, Sue Bird, Candice Dupree, Angel McCoughtry, Jayne Appel, Tamika Catchings, Swin Cash, Diana Taurasi, Sylvia Fowles, Maya Moore, Tina Charles. Entrenadora: Geno Auriemma
- Juegos Olímpicos 2012: finalizó 1°  de 12 equipos.

Lindsay Whalen, Seimone Augustus, Sue Bird, Maya Moore, Angel McCoughtry, Asjha Jones, Tamika Catchings, Swin Cash, Diana Taurasi, Sylvia Fowles, Tina Charles, Candace Parker. Entrenadora: Geno Auriemma
- Campeonato Mundial 2014: finalizó 1°  de 16 equipos.

Seimone Augustus, Sue Bird, Tina Charles, Candice Dupree, Brittney Griner, Angel McCoughtry, Maya Moore, Nneka Ogwumike, Odyssey Sims, Breanna Stewart, Diana Taurasi, Lindsay Whalen. Entrenadora: Geno Auriemma
- Juegos Olímpicos 2016: finalizó 1°  de 12 equipos.

Lindsay Whalen, Seimone Augustus, Sue Bird, Maya Moore, Angel McCoughtry, Breanna Stewart, Tamika Catchings, Elena Delle Donne, Diana Taurasi, Sylvia Fowles, Tina Charles, Brittney Griner. Entrenadora: Geno Auriemma
- Copa Mundial 2018: finalizó 1°  de 16 equipos.

Jewell Loyd, Kelsey Plum, Sue Bird, Layshia Clarendon, Morgan Tuck, A'ja Wilson, Breanna Stewart, Elena Delle Donne, Diana Taurasi, Nneka Ogwumike, Tina Charles, Brittney Griner. Entrenadora: Dawn Staley
- Juegos Olímpicos 2020: finalizó 1°  de 12 equipos.

Diana Taurasi, Sue Bird, Sylvia Fowles, Tina Charles, Brittney Griner, Breanna Stewart, Jewell Loyd, A'ja Wilson, Ariel Atkins, Napheesa Collier, Skylar Diggins-Smith, Chelsea Gray. Entrenadora: Dawn Staley
- Copa Mundial 2022: finalizó 1°  de 12 equipos.

Jewell Loyd, Kelsey Plum, Sabrina Ionescu, Ariel Atkins, Chelsea Gray, A'ja Wilson, Breanna Stewart, Kahleah Copper, Alyssa Thomas, Shakira Austin, Betnijah Laney, Brionna Jones. Entrenadora: Cheryl Reeve.
- Juegos Olímpicos 2024: finalizó 1°  de 12 equipos.

Napheesa Collier, Kahleah Copper, 
Chelsea Gray, Brittney Griner,
Sabrina Ionescu, Jewell Loyd,
Kelsey Plum, Breanna Stewart,
Alyssa Thomas, A'ja Wilson,
Jackie Young. Entrenadora: Cheryl Reeve.

## Historial

### Copa Mundial
| Copa Mundial de Baloncesto | Copa Mundial de Baloncesto | Copa Mundial de Baloncesto | Copa Mundial de Baloncesto | Copa Mundial de Baloncesto | Copa Mundial de Baloncesto |
| -------------------------- | -------------------------- | -------------------------- | -------------------------- | -------------------------- | -------------------------- |
| - 1953:                    |                            | - 1979:                    |                            | - 2006:                    |                            |
| - 1957:                    |                            | - 1983:                    |                            | - 2010:                    |                            |
| - 1959: No participó       |                            | - 1986:                    |                            | - 2014:                    |                            |
| - 1964: 4° Lugar           |                            | - 1990:                    |                            | - 2018:                    |                            |
| - 1967: 11° Lugar          |                            | - 1994:                    |                            | - 2022:                    |                            |
| - 1971: 8° Lugar           |                            | - 1998:                    |                            | - 2026: ?                  |                            |
| - 1975: 8° Lugar           |                            | - 2002:                    |                            |                            |                            |

### Juegos Olímpicos
| Baloncesto en los Juegos Olímpicos | Baloncesto en los Juegos Olímpicos | Baloncesto en los Juegos Olímpicos | Baloncesto en los Juegos Olímpicos | Baloncesto en los Juegos Olímpicos | Baloncesto en los Juegos Olímpicos |
| ---------------------------------- | ---------------------------------- | ---------------------------------- | ---------------------------------- | ---------------------------------- | ---------------------------------- |
| - 1976:                            |                                    | - 1996:                            |                                    | - 2016:                            |                                    |
| - 1980: No participó               |                                    | - 2000:                            |                                    | - 2020:                            |                                    |
| - 1984:                            |                                    | - 2004:                            |                                    | - 2024:                            |                                    |
| - 1988:                            |                                    | - 2008:                            |                                    |                                    |                                    |
| - 1992:                            |                                    | - 2012:                            |                                    |                                    |                                    |

### Campeonato FIBA Américas
| Campeonato FIBA Américas | Campeonato FIBA Américas | Campeonato FIBA Américas | Campeonato FIBA Américas | Campeonato FIBA Américas | Campeonato FIBA Américas |
| ------------------------ | ------------------------ | ------------------------ | ------------------------ | ------------------------ | ------------------------ |
| - 1989: 4° Lugar         |                          | - 2005: No participó     |                          | - 2019:                  |                          |
| - 1993:                  |                          | - 2007:                  |                          | - 2021:                  |                          |
| - 1995: No participó     |                          | - 2009: No participó     |                          | - 2023:                  |                          |
| - 1997:                  |                          | - 2011: No participó     |                          | - 2025: ?                |                          |
| - 1999: No participó     |                          | - 2013: No participó     |                          |                          |                          |
| - 2001: No participó     |                          | - 2015: No participó     |                          |                          |                          |
| - 2003: No participó     |                          | - 2017: No participó     |                          |                          |                          |

### Juegos Panamericanos
| Juegos Panamericanos | Juegos Panamericanos | Juegos Panamericanos | Juegos Panamericanos | Juegos Panamericanos | Juegos Panamericanos |
| -------------------- | -------------------- | -------------------- | -------------------- | -------------------- | -------------------- |
| - 1951: No participó |                      | - 1979:              |                      | - 2007:              |                      |
| - 1955:              |                      | - 1983:              |                      | - 2011: 7° Lugar     |                      |
| - 1959:              |                      | - 1987:              |                      | - 2015:              |                      |
| - 1963:              |                      | - 1991:              |                      | - 2019:              |                      |
| - 1967:              |                      | - 1995: No participó |                      | - 2023: No participó |                      |
| - 1971:              |                      | - 1999:              |                      | - 2027: ?            |                      |
| - 1975:              |                      | - 2003:              |                      |                      |                      |

## Palmarés
- Copa Mundial de Baloncesto:
  -   Campeón (11): 1953, 1957, 1979, 1986, 1990, 1998, 2002, 2010, 2014, 2018, 2022
  -  Subcampeón (1): 1983
  -  Tercer lugar (2): 1994, 2006

- Juegos Olímpicos:
  -   Campeón (9): 1984, 1988, 1996, 2000, 2004, 2008, 2012, 2016, 2020, 2024
  -  Subcampeón (1): 1976
  -  Tercer lugar (1): 1992

- Campeonato FIBA Américas:
  -   Campeón (4): 1993, 2007, 2019, 2021
  -  Subcampeón (2): 1997, 2023

- Juegos Panamericanos:
  -   Campeón (7): 1955, 1959, 1963, 1975, 1983, 1987, 2007
  -  Subcampeón (6): 1967, 1971, 1979, 2003, 2015, 2019
  -  Tercer lugar (2): 1991, 1999